# Haruna Niyonzima
Haruna Niyonzima (sinh ngày 5 tháng 2 năm 1990) là một cầu thủ bóng đá người Rwanda thi đấu ở vị trí tiền vệ.

## Sự nghiệp câu lạc bộ
Sinh ra ở Gisenyi, Niyonzima chơi bóng ở Rwanda và Tanzania cho Etincelles, Rayon Sports, APR và Young Africans. Vào ngày 29 tháng 12 năm 2015, Niyonzima was released by Young Africans.

## Sự nghiệp quốc tế
Anh có màn ra mắt quốc tế cho Rwanda năm 2007, và từng thi đấu tại Vòng loại giải vô địch bóng đá thế giới.

### Bàn thắng quốc tế
Tỉ số và kết quả liệt kê bàn thắng của Rwanda trước.
| Bàn thắng | Thời gian            | Địa điểm                                       | Đối thủ         | Tỉ số | Kết quả | Giải đấu                                |
| --------- | -------------------- | ---------------------------------------------- | --------------- | ----- | ------- | --------------------------------------- |
| 1.        | 2 tháng 6 năm 2007   | Sân vận động Amahoro, Kigali, Rwanda           | Guinea Xích Đạo | 1–0   | 2–0     | Cúp bóng đá châu Phi 2008 qualification |
| 2.        | 2 tháng 6 năm 2007   | Sân vận động Amahoro, Kigali, Rwanda           | Guinea Xích Đạo | 2–0   | 2–0     | Cúp bóng đá châu Phi 2008 qualification |
| 3.        | 9 tháng 12 năm 2007  | Sân vận động Quốc gia, Dar es Salaam, Tanzania | Eritrea         | 1–0   | 2–1     | Cúp CECAFA 2007                         |
| 4.        | 22 tháng 12 năm 2007 | Sân vận động Quốc gia, Dar es Salaam, Tanzania | Sudan           | 1–2   | 2–2     | Cúp CECAFA 2007                         |
| 5.        | 26 tháng 11 năm 2012 | Sân vận động Quốc gia Mandela, Kampala, Uganda | Malawi          | 2–0   | 2–0     | Cúp CECAFA 2012                         |